# Literatura em urdu
A literatura em urdu tem uma história de cerca de sete séculos que está ligada à história da própria língua, o urdu, e do islão no sub-continente indiano.
A maior parte das obras desta literatura são na forma de poesia, sobretudo os géneros literários do ghazal e do nazm, mas os escritores na língua urdu criaram também contos, chamados afsanas, e romances.
A literatura em urdu é apreciada e vendida sobretudo no Paquistão, onde aquela língua é oficial, mas também é lida na Índia e um pouco no Afeganistão.

## Origens

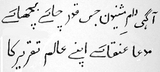
Poema de Galibe na caligarfia nastalique.

A literatura na língua urdu apareceu por volta do século XIV no norte da Índia entre as pessoas das cortes de língua persa que aí floresceram com as invasões muçulmanas na região. A língua urdu evoluiu como uma mistura da língua autóctone, um prácrito derivado do sânscrito, com o persa moderno enriquecido com muitas palavras de origem árabe. A tradição da literatura e da cultura persa no seu todo influenciou muito a cultura local.
São de notar nesta primeira parte da história da língua e da literatura as obras de Amir Khusro (1253-1325), que padronizou a música indiana clássica e escreveu tanto em persa como em hindavi. Apesar de os seus dísticos serem escritos numa língua que pode considerar-se um prácrito tardio com poucos empréstimos do persa e do árabe, estes terão marcado muito a forma de falar e de escrever dos vizires e dos escritores da época, uma vez que, cerca de um século depois da sua morte, o sultão Maomé Culi Cotebe Xá usava já uma língua que pode considerar-se urdu. Este último conhecia bem as línguas persa e árabe e escreveu poesia em telugu, persa e urdu. Os seus versos foram compilados na forma de divã (cancioneiro), num livro a que se chama Kulliyat-e-Quli Qutub Xá. Maomé Culi Cotebe Xá foi o primeiro a ser considerado saíbe do divã (saheb-e-divan) de urdu, e é valorizado por ter dado à poesia persa e em urdu uma sensibilidade nova. Diz-se que foram as suas obras que tornaram o urdu uma verdadeira língua literária, à semelhança do que escreveram alguns escritores europeus na mesma altura nas suas línguas vernáculas. Maomé Culi Cotebe Xá morreu em 1611.

## Do período mogol à modernidade

### O primeiro período de Deli
Entre os séculos XVI e XVIII o Hindustão foi dominado pelo império Mogol, e durante esse tempo floresceu a literatura em urdu. Deli tornou-se o centro cultural mais importante, já que a corte mogol se estabeleceu aí por longos períodos. Típica desta época é a influência da literatura persa (o persa era a língua da corte), nos estilos e nos temas da nova literatura, que consistia sobretudo na poesia. Nesta época os escritores e poetas cortesãos são bilíngues em persa e urdu.
Foi neste ambiente de requinte cultural da corte que emergiram aqueles a que se chamaria os quatro pilares da literatura clássica em urdu, todos eles de Deli: Mirza Sauda, Mazhar, Dard, Mir Taqi Mir.
A era dourada da cultura e civilização indo-islâmica foi vivida durante os reinados de Aquebar, Jahanguir e Xá Jahan, entre 1556 e 1658, a que se seguiu um período de decadência, sob Aurangzeb.

### A corte de Lucknow
Com o desagregar do poder imperial mogol, os literatos migraram em grande número para Lucknow, no estado de Awadh, sob o patrocínio do nababo Sa'adat Cã. Começa assim a fase de Lucknow da literatura em urdu, caraterizada pelo emprego de temas profanos além dos religiosos. São outros géneros importantes o dos cantos de amor e o da crítica social.

### O segundo período de Deli

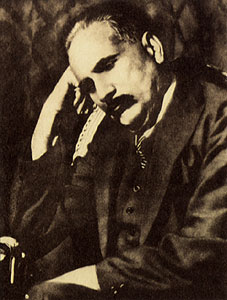
O poeta Muhammad Iqbal.

Nos finais do século XVIII e começos do século XIX Deli retoma a sua posição de centro da literatura em urdu. Neste período, marcado pelo domínio imperial inglês, destaca-se o poeta Mirza Ghalib, autor de numerosos e belos ghazals. Na fase final deste período é especialmente de notar Muhammad Iqbal, que escreveu em persa e urdu muitos cancioneiros, mas que é sobretudo valorizado pelo seu Javed-name, ou "poema eterno", inspirado na Divina Comédia de Dante e em Goethe.
O século XIX é também o tempo do desenvolvimento da prosa na literatura em urdu, influenciada pelo romance europeu, aparecendo nesta época muitos romances com temas e inspirações variados, mas que se focam sobretudo na crítica social e no relato do quotidiano. O colégio de Fort William, em Calcutá, símbolo do imperialismo britânico na Índia, tornou-se um centro importante da prosa escrita em urdu.

### Após a independência
Depois da independência da Índia britânica, da fundação do Paquistão e das experiências traumáticas da partição e dos conflitos entre hindus e muçulmanos no subcontinente, a língua e a literatura em urdu tornaram-se importantes fatores de identidade dos muçulmanos do hindustão. Apesar de a literatura em urdu continuar bem viva na Índia, foi de certo modo relegada para segundo plano pela emergência do hindi como grande língua literaria, e é sobretudo no Paquistão que aquela é popular e cultivada. No entanto é de notar que os escritores paquistaneses são na maioria bilingues em urdu e inglês, escrevendo muitas vezes nesta última língua para conseguirem mais leitores.

## Géneros literários

### Dastan
Tradicionalmente os épicos, ou dastan, eram as únicas obras literárias importantes que eram escritas em prosa. Este género literário apareceu no Irão e foi disseminado por contadores de histórias itinerantes. De facto, os primeiros dastan escritos no hindustão foram-no na língua persa, não em urdu.
Os dastan são histórias longas, com enredos complicados, que se baseiam no folclore, em temas mágicos ou fantásticos, e em temas literários clássicos. Os dastan mais antigos escritos em urdu são o Dastan-e-Amir Hamza, do princípio do século XVIII e o Bustan-e-Khayal (Jardim da imaginação, ou Jardim de Khayal), de Mir Tariq Khayal, falecido em 1760.
A maior parte dos dastan foram passados a escrito no princípio do século XIX. Estes incluem o Bagh-o-Bahar (Jardim e Nacente) de Mir Amman, o Mazhab-e-ixq (A religião do amor) de Nihalchand Lahori, o Araix-e-mahfil (O adorno da assembleia) de Hyderbakhx Hyderi e o Gulzar-e-Chin (Jardim de Chin) de Calil Ali Cã Axq. Outros dastan importantes e famosos são o Nau tarz-e-murassa de Hussain 'Ata Khan Tahsin, o Nau a'in-e-hindi (Qissa-e-Malik Mahmud Giti-Afroz) de Mir Chand Khatri, o Jazb-e-ixq de Xá Husain Haqiqat, o Nau tarz-e-murassa de Muhammad Hadi (também conhecido como Mirza Mughal Ghafil) e Talism Hoxruba de Muhammad Hussain Azad.

### Tazkiras
As tazkiras são compilações de memórias literárias que incluem versos e máximas dos grandes poetas juntamente com informação biográfica e comentários aos seus estilos literários. Frequentemente são coleções de nomes de poetas com uma ou duas linhas de informações sobre as suas vidas, seguidas de pormenores sobre as suas obras. Algumas destas tazkiras Têm detalhes biográficos e um pouco sobre o estilo e a força poética transmitidos. Mesmo as grandes antologias não se referem sistematicamente às obras do autor. A maioria lista os nomes por ordem alfabética, mas uma ou duas estão ordenadas cronologicamente. A maior parte das vezes são citados somente alguns versos, e estes são normalmente escolhidos ao acaso.